# نيكارغيموند
نكاغموند (بالألمانية: Neckargemünd) هي مدينة وبلدة ألمانية تقع في ألمانيا في منطقة راين نيكار ‏. يقدر عدد سكانها بـ 14,122 نسمة .

## المدن التوأمة
مدينة Valeč هي مدينة توأمة لـنكاغموند.

## أعلام
- يوهان فيليب برونر
- هاينريش لانغ